# Ouse, Sussex
Ouse (/uːz/ OOZ) je 56 km dolga reka v angleških grofijah Zahodni in Vzhodni Sussex. Izvira blizu Lower Beedinga v Zahodnem Sussexu in teče proti vzhodu in nato proti jugu, da doseže morje pri Newhavnu. Obdaja mesto Haywards Heath in gre skozi Lewes. Tvori glavno hrbtenico obsežne mreže manjših potokov, katerih glavni pritok je reka Uck. Ko se približa obali, gre skozi Lewes in Laughton Levels, območje ravnega, nizko ležečega zemljišča, ki meji na reko in drugi pritok, Glynde Reach. V času knjige Domesday leta 1086 je bil velik plimski zaliv, toda v naslednjih stoletjih je bilo narejenih nekaj poskusov, da bi del dolinskega dna ponovno pridobili za poljedelstvo z gradnjo nasipov, vendar je bilo odvodnjavanje ovirano zaradi nastajanja velikega prodnatega pasu, ki je nastal čez ustje reke zaradi nanosa obalnega toka.
Leta 1539 so skozi prodnato gredo prerezali nov prekop za vhod v reko in nekaj časa so cveteli travniki, vendar so se poplave vrnile in travniki so se spremenili v močvirje. Inženir John Smeaton je leta 1767 predlagal rešitev za izsuševanje doline, a je bila uresničena le delno. William Jessop je pregledal reko leta 1788 in pripravil predloge za kanaliziranje zgornjega toka reke nad Lewesom in radikalno izboljšanje spodnjega toka reke. Lastniki plovbe po reki Ouse so bili ustanovljeni s parlamentarnim aktom leta 1790 in so na koncu zgradili 19 zapornic, da so lahko čolni dosegli most Upper Ryelands Bridge pri Balcombu. Skrbniki in komisarji nivoja Lewes in Laughton so skupaj vodili dela na spodnjem toku reki, poljedelec John Ellman pa je nadaljeval napredek, medtem ko je bil porabnik za komisarje, kar je omogočilo, da so do leta 1829 120-tonske ladje dosegle Lewes. Plovba po zgornjem delu reke ni mogla tekmovati z železnico in ves promet se je leta 1868 ustavil.
Na spodnjem toku reke je Newhaven postal pomembno pristanišče in promet z barkami se je nadaljeval po reki do Lewesa do 1950-oh. Trajekti čez Rokavski preliv še vedno plujejo iz pristanišča. Reka zagotavlja življenjski prostor številnim vrstam rib, vključno z nenavadno velikimi morskimi postrvmi, ki plavajo navzgor po reki in se drstijo v višje ležečih pritokih. Območje ravnic Lewes Brooks je območje posebnega znanstvenega pomena zaradi široke palete nevretenčarjev. Sprehajalci lahko sledijo toku reke po dolgi pešpoti Sussex Ouse Valley Way, Sussex Ouse Conservation Society pa spodbuja ozaveščenost o plovbi z objavo podrobnosti o krajših sprehodih. Sussex Ouse Restoration Trust upa, da bo plovba po zgornjem toku reke obnovljena, vendar to ni povsod priljubljeno, saj Ouse and Adur Rivers Trust tej zamisli nasprotuje.

## Ime
'Ouse' je splošno ime za reke v Angliji, na primer Ouse v Yorkshiru ter Great Ouse in Little Ouse v Norfolku, Suffolku in Cambridgeshiru. Ime morda izhaja iz keltske besede 'Ūsa, ki pa izhaja iz besede *udso-, kar pomeni "voda". Koren te besede je indoevropski *wed-, iz katerega izhajata tudi sodobni angleški besedi "wet" in "water". Če je ta izpeljava pravilna, potem je njeno ime tavtologija, kar pomeni »Vodna reka« ali »Mokra reka«. Vendar je nacionalni rečni organ izjavil, da se je reka nad Lewesom v zgodovini imenovala Middewinde, medtem ko se je reka od Lewesa do morja imenovala »Velika reka Lewes« in da je današnje ime skrajšano iz Lewesa, s katerim se rima. To trditev podpirajo tudi drugi.

## Nastanek
Ouse je ena od štirih rek, ki tečejo skozi South Downs. Domneva se, da je bila njena dolina posekana v ledeniškem obdobju, saj tvori ostanek veliko večjega rečnega sistema, ki je nekoč tekel na dnu današnjega Rokavskega preliva. V toplejših medledenih dobah bi bila spodnja dolina poplavljena; tam so dvignjene plaže 40 metrov (Goodwood-Slindon) in 8 metrov (Brighton-Norton) nad sedanjo gladino morja. Topografija na morju kaže, da je bila sedanja obala tudi obala pred končno deglaciacijo, zato je ustje reke Ouse že dolgo na sedanji zemljepisni širini.

## Poplavljanje in odvodnjavanje
Ko je bila leta 1086 izdana knjiga Domesday, je bila dolina Ouse verjetno plimski zaliv z nizom naselij na njegovem robu. V kasnejših stoletjih je reka dovolj dobro odmakala dolino, da je bilo nekaj močvirja mogoče obnoviti z gradnjo nasipov, da bi ustvarili zelo cenjene travnike. Vendar pa je do 14. stoletja dolina Ouse pozimi redno poplavljala in pogosto so vode čez poletje ostajale na nižjih travnikih. Leta 1422 je bila imenovana komisija za kanalizacijo, ki naj bi obnovila bregove in drenažo med obalo in Fletchingom, približno 32 km v notranjosti, kar lahko nakazuje, da je Ouse prizadela ista nevihta, ki je opustošila Nizozemsko v poplavi Sv. Elizabete iz leta 1421. Odvodnjavanje je postalo tako slabo, da je bilo sredi 15. stoletja 400 hektarjev  Canterburyjskega nadškofa travnika v Southerhamu spremenjeno v stalno ribiško območje (Brodewater), do leta 1530 pa celotna ravnina Lewes in Laughton, ki obsegata več kot 6000 arov je bilo spet spremenjeno v močvirje.
Delno je težave s poplavami povzročilo nanašanje obalnega toka, ki je ustvarilo ogromen prodni pas čez rečno ustje, ki se je postopoma pomaknil proti vzhodu do Seaforda, približno 3,2 km od svojega položaja v rimskih časih. Pregrada je preprečila učinkovito odtekanje reke in ladjam otežila vstop v estuarij. Prior Crowham iz samostana Lewes je odplul v Flandrijo in se vrnil z dvema strokovnjakoma za odvodnjavanje. Leta 1537 je bila vodni davek zaračunan vsem deželam na Lewes, da bi financirali rezanje kanala skozi prodni nanos ob ustju Ouse, pod Grajskim hribom pri Meechingu, da bi reka lahko odtekla iz Levels. Ta kanalizacija je ustvarila dostop do zaščitenega pristanišča Newhaven, ki je nasledil Seaford kot pristanišče ob izlivu reke Ouse.
Nov prekop je bil dokončan do leta 1539 in je izsušil Lewes, tako da je bilo mogoče velik del dolinskega dna predelati za pašnike. Vendar se je prod še naprej kopičil in tako se je ustje reke Ouse spet začelo seliti proti vzhodu. Leta 1648 so poročali, da Ouse ni primerna niti za izsuševanje niti za plovbo. Nekje med letom 1676 in objavo admiralske karte leta 1698 je reka tekla vzdolž zadnjega dela prodnega nasipa in se prebila v morje približno 0,8 km bolj proti vzhodu, na mestu plimskega mlina. Izhodišče v Newhavnu je bilo ponovno vzpostavljeno do leta 1731,  ko so bili z aktom parlamenta ustanovljeni komisarji Newhaven Harour. Inženir John Reynolds je zanje opravil nekaj del na pomolih ob vhodu v reko in med letoma 1731 in 1733 zgradil zapornico čeznjo pri Piddinghoeju, ki je delal za Drainage Commissioners, vendar je bilo to kratkotrajno, saj je bila poškodovana leta 1736 in odstranjena, namesto popravljena. Do 18. stoletja je bila dolina pozimi redno poplavljena in poleti pogosto.

## Mlini
Reka je bila uporabljena kot vir energije, saj je znano, da je na glavnem kanalu obstajalo devet mlinov, še štirje na potoku Shortbridge, trije na potoku Bevern in plimovanje v Bishopstonu, vzhodno od Newhavna. Najsevernejši od mlinov na glavnem kanalu je bil Fletching Mill. Leta 1574 je na tem mestu delovala kovačnica, ki pa jo je zamenjal mlin za koruzo, ko je železarska industrija propadla. To je nekoč nadomestila trinadstropna zidana in lesena stavba, ki je bila kasneje dopolnjena s štirinadstropnim kvadratnim prizidkom z ravno streho, iz katerega so lahko lastniki, družina Maryon-Wilson, spremljali tekme kriketa v Sheffield Parku. Medtem ko je bila plovba v uporabi, je bil severno od mlina pomol, kjer so pristale barke za dostavo žita ali zbiranje pridelkov. Mlin je prenehal uporabljati vodno energijo v 1920-ih, ko je bil v lasti podjetja Tidy & Sons, vendar je bil v uporabi do leta 1940, ko ga je vojno ministrstvo zahtevalo, da bi vanj namestili vojake. Velik del stavbe je bil v tem obdobju poškodovan, po vojni pa so jo uporabljali le neredno, dokler je leta 1950 niso porušili, prav tako kot grbasti most na sprednji strani stavbe.

## Ekologija in prostoživeče živali
Reka zagotavlja življenjski prostor za večino vrst rib, ki jih lahko najdemo v Veliki Britaniji. Znano je po nenavadno velikih potočnih postrveh, ki se vsako leto selijo navzgor po reki, da bi se drstile. Obstajajo tudi populacije ščuk in v zadnjem času krapa, ki lahko oba presežeta težo 14 kg. Druge vrste so mrena, rdečeoka, klenič, rdečeperka, navadni ostriž, klen, orada in linj. Pritoki Sheffield in Batts Bridge imajo majhne populacije sončnega ostriža, ki so pobegnile iz ribnikov, in od leta 2009 se je v reki pri Lewesu in gorvodno od njega pojavilo nekaj somov. Med redkejše vrste, ki naseljujejo reko, spadajo lipan, babica, rečni piškur in kapelj, ki so ogrožene vrste v mednarodnem merilu. V območjih plimovanja so ribe, ki lahko prenesejo nižje ravni soli v somorni vodi, vključno z iverko (Platichthys flesus), ciplji, Moronidae, Alosa fallax in morski piškur.
Lewes Brooks je območje posebnega znanstvenega pomena na Lewes zahodno od reke pod Lewesom. Zajema površino 333,0 ha in je znana po široki raznolikosti vodnih hroščev, redkih polžev, muh in vešč. Habitat izboljša gradacija vode, ki se spreminja od sladke na zahodu do brakične na vzhodu. Izvedenih je bilo več študij o prisotnosti in učinkih organskih in anorganskih onesnaževal v Sussex Ouse, vključno z eno o učinkih estrogenov, ki vstopajo v reko iz odtokov čistilnih obratov, na reproduktivno fiziologijo rib. 